# Manny Pacquiao
Emmanuel Dapidran Pacquiao, znám jako Manny Pacquiao, (* 17. prosince 1978, Kibawe) je filipínský boxer a politik. Je první boxer v historii, jenž vyhrál deset světových titulů v osmi různých váhových kategoriích. Manny Pacquiao je také hudebník a herec. 10. května 2010 byl zvolen do Sněmovny reprezentantů Filipín reprezentující provincii Sarangani.
Je katolického vyznání. V únoru 2016 oznámil svou kandidaturu do filipínského senátu, mj. homofobním výrokem, že gayové jsou horší než zvířata.
V září 2021 oznámil Manny Pacquiao svou kandidaturu na prezidentské volby v roce 2022.